# K.d. lang
Kathryn Dawn Lang, eller k.d. lang som hon skriver sitt artistnamn, född 2 november 1961 i Edmonton, Alberta, är en kanadensisk sångerska och låtskrivare. Hon har belönats med fyra Grammys och blivit tilldelad Order of Canada, Kanadas högsta utmärkelse till en civilperson.

## Biografi
Lang föddes i Edmonton, Alberta. Hennes föräldrar heter Audrey och Fred Lang. Familjen flyttade till Consort, Alberta när hon var nio månader gammal. Där växte hon upp med två systrar och en bror.
Hon gick på Red Deer College. Det var där hon först drogs till countrymusiken, framför allt Patsy Cline. Hon bildade en grupp som spelade Clines musik, ’’the Reclines’’, 1983, som spelade in debutalbumet Friday Dance Promenade. Lang bestämde sig snart för att satsa på en sångarkarriär. När det följande albumet, A Truly Western Experience, kom ut 1984 och fick bra kritik ledde det till att bandet blev känt i hela Kanada.
Lang sjöng på flera countryställen i Kanada och gjorde flera inspelningar som fick bra omdömen. I november 1985 fick hon så den kanadensiska Juno Award för Mest lovande kvinnliga vokalist. Under prisceremonin gjorde Lang flera ironiska löften inför framtiden för att uppfylla titeln. Hon har nu åtta Juno Awards.
År 1986 skrev Lang på ett kontrakt med en amerikansk skivproducent I Nashville, Tennessee. Hennes första amerikanska album, Angel with a Lariat från 1987, som producerades av Dave Edmunds, fick mycket bra kritik i pressen.

### Karriären tar fart
Langs karriär fick en rejäl skjuts när Roy Orbison valde att spela in en duett med henne och valde låten "Crying" som funnits länge på hans repertoar. Deras samarbete gav dem en Grammy för bästa countryduett.
År 1988 sjöng Lang på vinterolympiaden i Calgary.

### Grammy Awards och framgångar hos den stora massan
K.D. Lang vann 1989 en Grammy Award för bästa kvinnliga countrysångerska, för albumet Absolute Torch and Twang. Singeln "Full Moon of Love" från det albumet blev en liten hit i USA under sommaren men nådde förstaplatsen på tidskriften RPM Countrys lista i Kanada. 
Hennes cover av Cole Porters "So In Love" fanns med på samlingsskivan Red Hot + Blue (och videon) till förmån för aids-forskning.
Albumet Ingénue från 1992 innehöll en rad samtidstypiska poplåtar som verkade ha relativt lite countryinfluenser, men framför allt hennes mest populära sång, "Constant Craving". Låten sålde för flera miljoner dollar, blev kritikerrosad och gav henne en Grammy för bästa kvinnliga popsångerska.
Lang skrev mycket av musiken till Gus Van Sants film Even Cowgirls Get the Blues från 1993, gjorde en cover av låten "Skylark" för filmen Midnight in the Garden of Good and Evil och gjorde eftertextmelodin till James Bond-filmen Tomorrow Never Dies, båda från 1997. 
1996 blev hon Officer of the Order of Canada.
1999 placerades Lang på plats 33 i VH1:s lista 100 Greatest Women in Rock & Roll och 2002 kom hon på 26:e plats på CMT:s 40 Greatest Women in Country Music. Det var bara sju andra kvinnor som kom in på båda listorna: Patsy Cline, Tammy Wynette, Loretta Lynn, Dolly Parton, Emmylou Harris, Linda Ronstadt, och Lucinda Williams.
2003 fick hon sin fjärde Grammy, då för samarbetet med Tony Bennett på "A Wonderful World".
2004 spelade Lang in Hymns of the 49th Parallel, ett album med coverversioner av olika kanadensiska artister, bland andra Leonard Cohen, Joni Mitchell, Ron Sexsmith och Neil Young.
2007 gjorde Lang in en nyinspelning av Anne Murrays hit "A Love Song" tillsammans med just Murray, som var Langs barndomsidol.

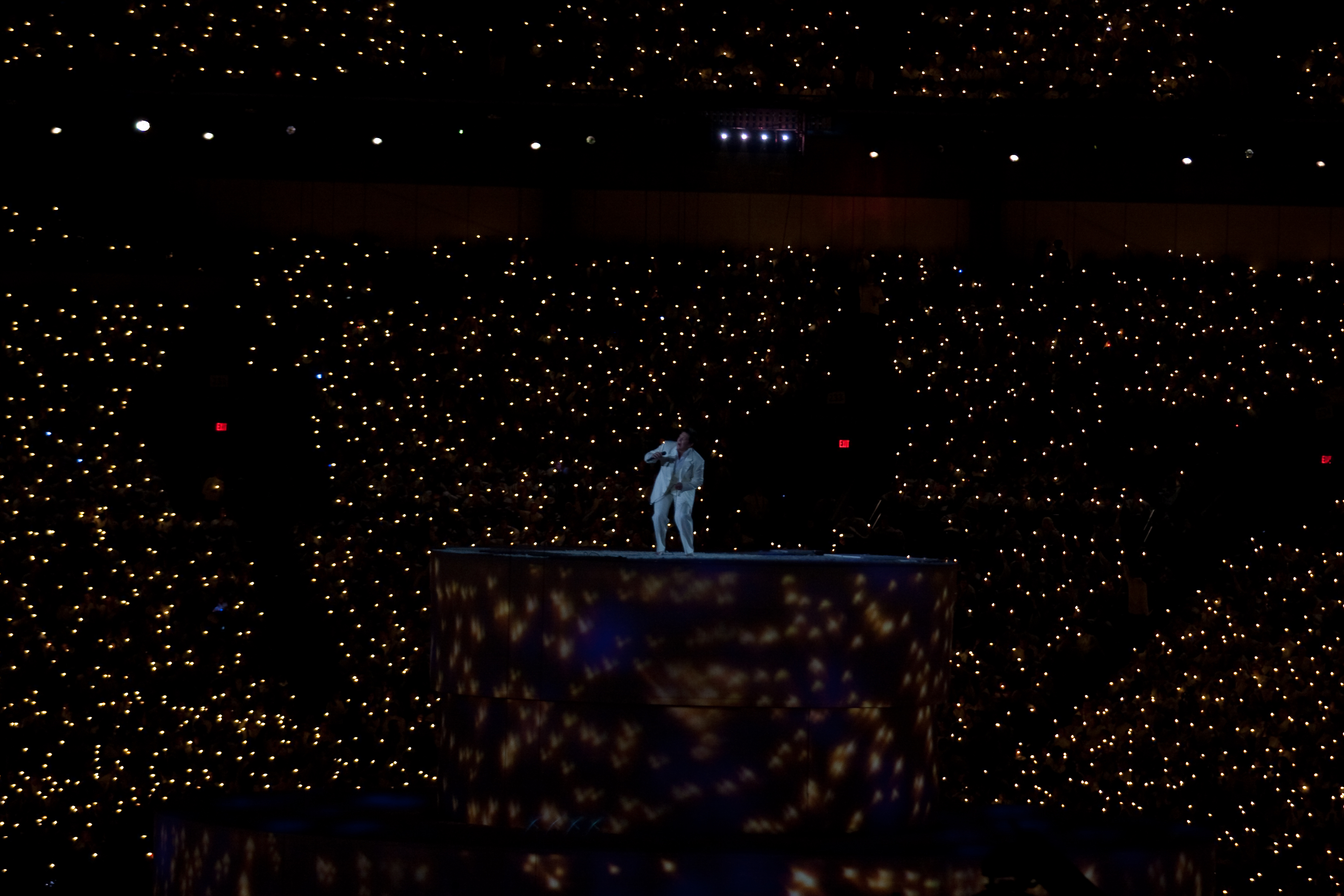
Lang vid invigningen av Vinter-OS 2010

2010 sjöng hon låten "Hallelujah" av Leonard Cohen under invigningen av vinter-OS 2010, med miljardpublik.

### Karriär inom film och tv
Lang har haft roller i flera filmer. Hennes första huvudroll var i filmen Salmonberries från 1991. Under 1999 spelade hon mot bland andra Ewan McGregor och Ashley Judd i Eye of the Beholder. Hon har även haft en cameo som loungesångare i The Black Dahlia från 2006 och gästskådespelat i sitcomserierna Dharma & Greg och Ellen.

## Aktivism
Sedan 1992, då hon först kom ut som lesbisk i HBT-tidningen The Advocate, har K.D. Lang vid sidan om sin musikkarriär varit en aktiv förespråkare för homosexuellas rättigheter i olika kampanjer. Hon har uppträtt och stött många välgörenhetsändamål, inklusive hiv-/aids-forskning, djurrätts- och antiköttdemonstrationer mitt i sin hemstat Albertas köttindustri.
Trots Langs egna farhågor, accepterade countryns huvudstad Nashville hennes sexuella läggning, men när hon även "kom ut" som vegetarian/vegan fick Nashville nog, och hon blev närmast utfryst där.
Lang är känd för att använda sig av en androgyn image på foton och i musikvideor.

## Diskografi

### Album
- A Truly Western Experience (1984)
- Angel with a Lariat (1987) Canada #40
- Shadowland (1988) U.S #73, Canada #9
- Absolute Torch and Twang (1989) U.S #69, Canada #29
- Ingénue (1992) U.S #18, U.K #3, Canada #13, Australia #3, New Zealand #1
- Even Cowgirls Get the Blues [soundtrack] 1993 U.S #82, U.K #36, Canada #47, Australia #10, New Zealand #4
- All You Can Eat (1995) U.S #37, U.K #7, Canada #10, Australia #3, New Zealand #1
- Drag (1997) U.S #29, U.K #19, Canada #39, Australia #8, New Zealand #16
- Invincible Summer (2000) U.S #58, U.K #17, Australia #12, New Zealand #45
- Live by Request (2001) U.S #94, Australia #83
- A Wonderful World (2002) med Tony Bennett U.S #41, U.K #33, Australia #23, New Zealand #48
- Hymns of the 49th Parallel (2004) U.S #56, U.K. #91, Canada #2, Australia #3, New Zealand #23
- Reintarnation Samling av hennes tidiga countrybaserade låtar. (2006)
- Watershed, som släpptes 2008.

### Singlar
| År                | Sång                                                                      | US Country          | CAN Country | US Hot 100 | US Club | RPM 100 | CAN AC | Australia | UK Singles Chart | Album                          |         |
| ----------------- | ------------------------------------------------------------------------- | ------------------- | ----------- | ---------- | ------- | ------- | ------ | --------- | ---------------- | ------------------------------ | ------- |
| 1984              | "Hanky Panky"                                                             | -                   | -           | -          | -       | -       | -      | -         | -                | A Truly Western Experience     |         |
| 1987              | "Rose Garden"                                                             | -                   | 45          | -          | -       | -       | 7      | -         | -                | Angel with a Lariat            |         |
| 1987              | "Tune Into My Wave"                                                       | -                   | 45          | -          | -       | -       | -      | -         | -                | Angel with a Lariat            |         |
| 1987              | "Crying"                                                                  | 42                  | 29          | -          | -       | 2       | 4      | 71        | 13               | Hiding Out (soundtrack)        |         |
| 1987              | "Honky Tonk Angels Medley" (med Kitty Wells, Brenda Lee och Loretta Lynn) | -                   | -           | -          | -       | -       | -      | -         | -                | Shadowland                     |         |
| 1988              | "I'm Down To My Last Cigarette"                                           | 21                  | 7           | -          | -       | -       | -      | -         | -                | Shadowland                     |         |
| 1988              | "Lock, Stock And Teardrops"                                               | 53                  | -           | -          | -       | -       | -      | -         | -                | Shadowland                     |         |
| 1989              | "Full Moon Full of Love"                                                  | 22                  | 1           | -          | -       | -       | -      | -         | -                | Absolute Torch And Twang       |         |
| 1989              | "Three Days"                                                              | 55                  | 9           | -          | -       | -       | -      | -         | -                | Absolute Torch And Twang       |         |
| 1990              | "Luck In My Eyes"                                                         | -                   | 10          | -          | -       | -       | -      | -         | -                | Absolute Torch And Twang       |         |
| 1990              | "Big Boned Gal"                                                           | -                   | 23          | -          | -       | -       | -      | -         | -                | Absolute Torch And Twang       |         |
| 1990              | "Pullin' Back the Reins"                                                  | -                   | -           | -          | -       | -       | -      | -         | -                | Absolute Torch And Twang       |         |
| 1990              | "Trail of Broken Hearts"                                                  | -                   | -           | -          | -       | -       | -      | -         | -                | Absolute Torch And Twang       |         |
| 1990              | "Ridin' The Rails"                                                        | -                   | -           | -          | -       | -       | 19     | -         | -                | Dick Tracy (soundtrack)        |         |
| 1991              | "Barefoot"                                                                | -                   | -           | -          | -       | -       | -      | -         | -                | Salmonberries (soundtrack)     |         |
| 1991              | 1992                                                                      | "Constant Craving"A | -           | -          | 38      | -       | 8      | 2         | 38               | 15                             | Ingénue |
| "Miss Chatelaine" | 1992                                                                      | -                   | -           | -          | -       | 58      | -      | -         | 68               |                                | Ingénue |
| 1993              | "The Mind of Love"                                                        | -                   | -           | -          | -       | 49      | 6      | -         | 72               |                                | Ingénue |
| 1993              | "Just Keep Me Moving"                                                     | -                   | -           | -          | 6       | 25      | 7      | 63        | 59               | Even Cowgirls Get The Blues    |         |
| 1994              | "Hush Sweet Lover"                                                        | -                   | -           | -          | -       | -       | 7      | 28        | -                | Even Cowgirls Get The Blues    |         |
| 1994              | "Lifted By Love"                                                          | -                   | -           | -          | 1       | -       | -      | -         | -                | Even Cowgirls Get The Blues    |         |
| 1995              | "If I Were You"                                                           | -                   | -           | 115        | 1       | 24      | 4      | 23        | 53               | All You Can Eat                |         |
| 1996              | "You're Okay"                                                             | -                   | -           | -          | -       | 44      | 10     | 56        | 44               | All You Can Eat                |         |
| 1996              | "Sexuality"                                                               | -                   | -           | -          | 3       | -       | 31     | 67        | -                | All You Can Eat                |         |
| 1997              | "Theme From The Valley of The Dolls"                                      | -                   | -           | -          | 14      | -       | -      | -         | -                | Drag                           |         |
| 1998              | "Fado Hilário"                                                            | -                   | -           | -          | -       | -       | -      | -         | -                | Red Hot + Lisbon (Onda Sonora) |         |
| 1999              | "Anywhere But Here"                                                       | -                   | -           | -          | -       | 46      | 5      | -         | -                | Anywhere But Here (soundtrack) |         |
| 2000              | "Summerfling"                                                             | -                   | -           | -          | 25      | -       | -      | -         | 84               | Invincible Summer              |         |
| 2000              | "The Consequences of Falling"                                             | -                   | -           | -          | -       | -       | -      | -         | 77               | Invincible Summer              |         |
| 2004              | "Helpless"                                                                | -                   | -           | -          | -       | -       | -      | -         | -                | Hymns of the 49th Parallel     |         |

Noter:
- A Singeln nådde #2 på US Adult Contemporary chart.